# Karaops monteithi
Espèce
Karaops monteithi est une espèce d'araignées aranéomorphes de la famille des Selenopidae.

## Distribution
Cette espèce est endémique du Nord du Queensland en Australie,. Elle se rencontre vers Coen.

## Description
La femelle holotype mesure 5,97 mm.

## Étymologie
Cette espèce est nommée en l'honneur de Geoff B. Monteith.

## Publication originale
- Crews & Harvey, 2011 : The spider family Selenopidae (Arachnida, Araneae) in Australasia and the Oriental region. ZooKeys, no 99, p. 1-103 (texte intégral).